# Индекс автомобильных номеров Гибралтара
Регистрационные номерные знаки Гибралтара идентичны регистрационным номерным знакам Великобритании по цвету и шрифту, которые в свою очередь соответствуют стандарту ЕС.

## Формат

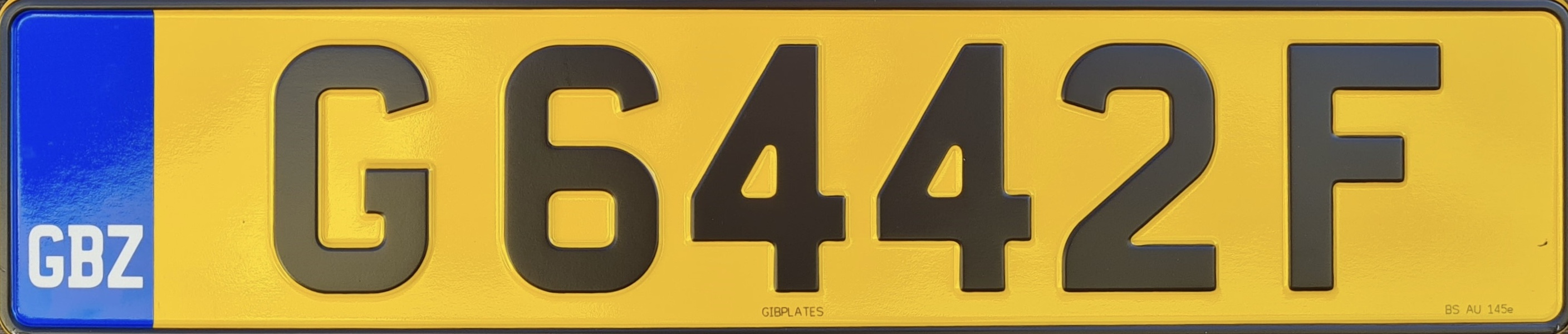
Регистрационный номерной знак Гибралтара

Спереди на автомобили устанавливаются номерные знаки белого цвета, а сзади — жёлтого цвета.
Размеры номерных знаков идентичны тем, что используются в Великобритании.
Стандартный размер передних номерных знаков составляет 520×111 мм, а задних — 520×111 мм для стандартных знаков и 285×203 мм для квадратных.
В левой части номерного знака расположен вертикально ориентированный прямоугольник синего цвета с символом ЕС и кодом государства GBZ, нанесённым белым цветом.
С 1912 по 2001 годы номерные знаки состояли из буквы G и, следовавших за ней, цифр, максимальное количество которых было 5. Поэтому первый знак имел комбинацию G 1, а последний G 99999. Новая система регистрационных знаков была введена в 2002 году. Согласно ей, буквенно-цифровая комбинация состоит из идущей в начале буквы G, затем следуют 4 цифры от 1000 до 9999, и завершает комбинацию ещё одна буква. Последняя буква является серией. С каждой буквой серии используются цифровые комбинации от 1000 до 9999, то есть: G 1000 A → G 9999 A, G 1000 B → G 9999 B и т. д. По состоянию на 2008 год в Гибралтаре на номерных знаках уже используется серия B.

## Специальные номерные знаки
- Регистрационные знаки военных транспортных средств имеют префикс RN.
- На автомобиль премьер-министра устанавливается знак G1.
- На номерных знаках автомобиля губернатора на месте цифр изображается корона.